# Luis Andújar
Luis Andújar Sánchez (nacido el 22 de noviembre de 1972 en Baní) es un ex lanzador diestro dominicano que jugó en las Grandes Ligas de Béisbol y en la Organización Coreana de Béisbol.
Andújar firmó con los Medias Blancas de Chicago como amateur a los 18 años e hizo su debut  profesional con esa organización. Posteriormente fue traspasado a los Azulejos de Toronto, donde terminó su carrera de Grandes Ligas. Durante su carrera, Andújar hizo 20 aperturas y 15 apariciones como relevista, y terminó con un récord de 3 victorias y 10 derrotas. Más tarde, jugó una temporada con los Haitai Tigers en la KBO en 2001.